# Trump Davidson
James Douglas "Trump" Davidson (Sudbury, 26 november 1908 - aldaar, 2 mei 1978) was een Canadese jazz-kornettist, zanger en -bandleider. Hij stond bekend als "Mr. Dixieland van Canada".
In 1925 formeerde hij een van de eerste jazzgroepen in Canada, The Melody Five. In de periode 1929-1936 speelde hij in het orkest van Luigi Romanelli en daarna leidde hij tot 1942 een dansorkest dat ook speelde voor NBC-radio en toerde in Engeland, met Ray Noble. Hij speelde daarna kort in het orkest van Horace Lapp en speelde daarna met zijn eigen band in Palace Pier in Toronto, van 1944 tot 1962. Met dit orkest trad hij tevens op voor de radio en maakte hij opnames. In de periode 1974-1978 leidde hij een bigband.
- Library of Congress Control Number: n83065769
- MusicBrainz: 9c8016c4-f3fd-4d2b-a50d-fbf9ad21f32d
- Virtual International Authority File: 13683719
- WorldCat: E39PBJdGPv6cC3bR8hGtfwYVmd